# Zizania palustris
Zizania palustris är en gräsart som beskrevs av Carl von Linné. Zizania palustris ingår i släktet indianrissläktet, och familjen gräs. Inga underarter finns listade i Catalogue of Life.

## Bildgalleri

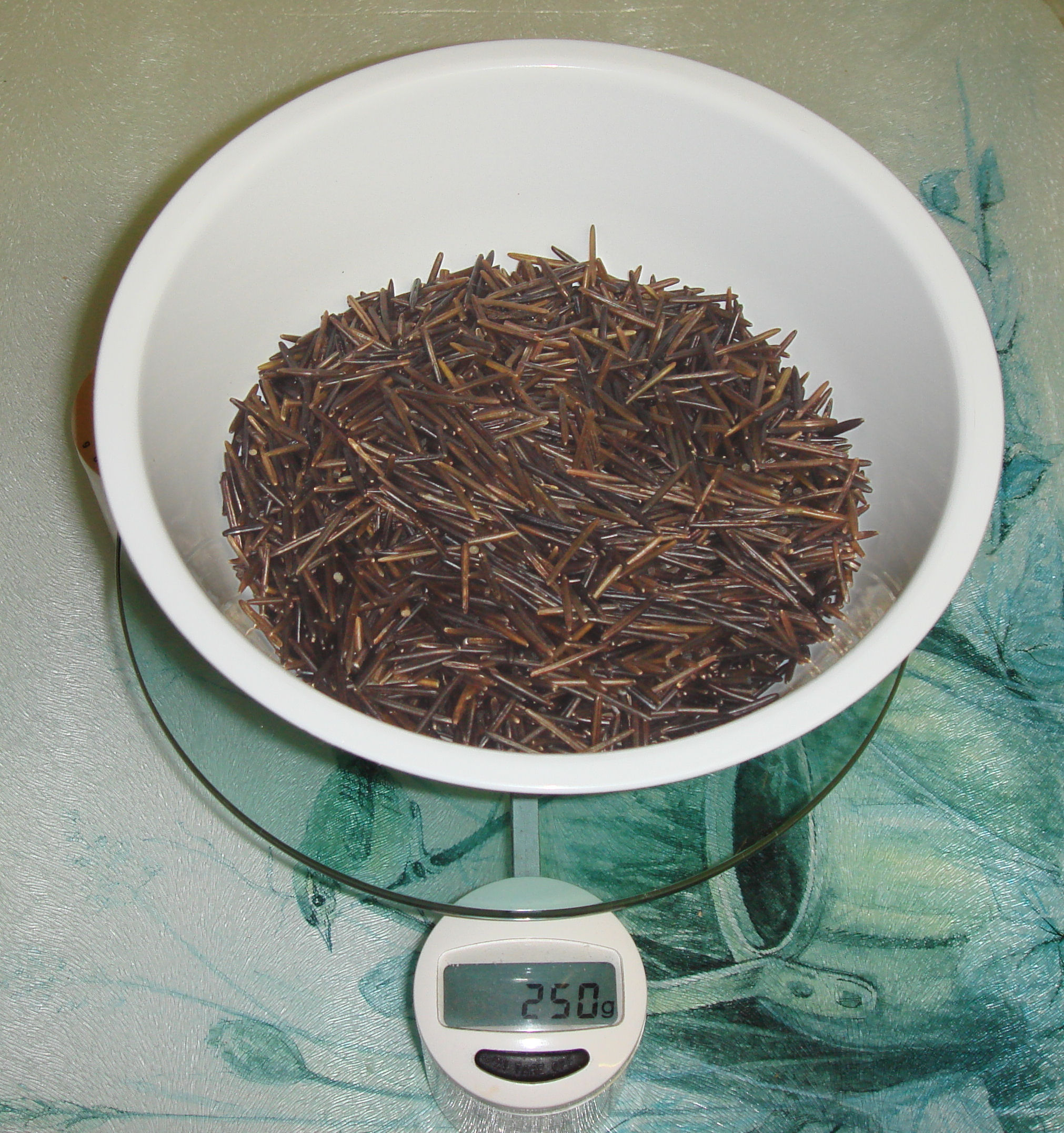
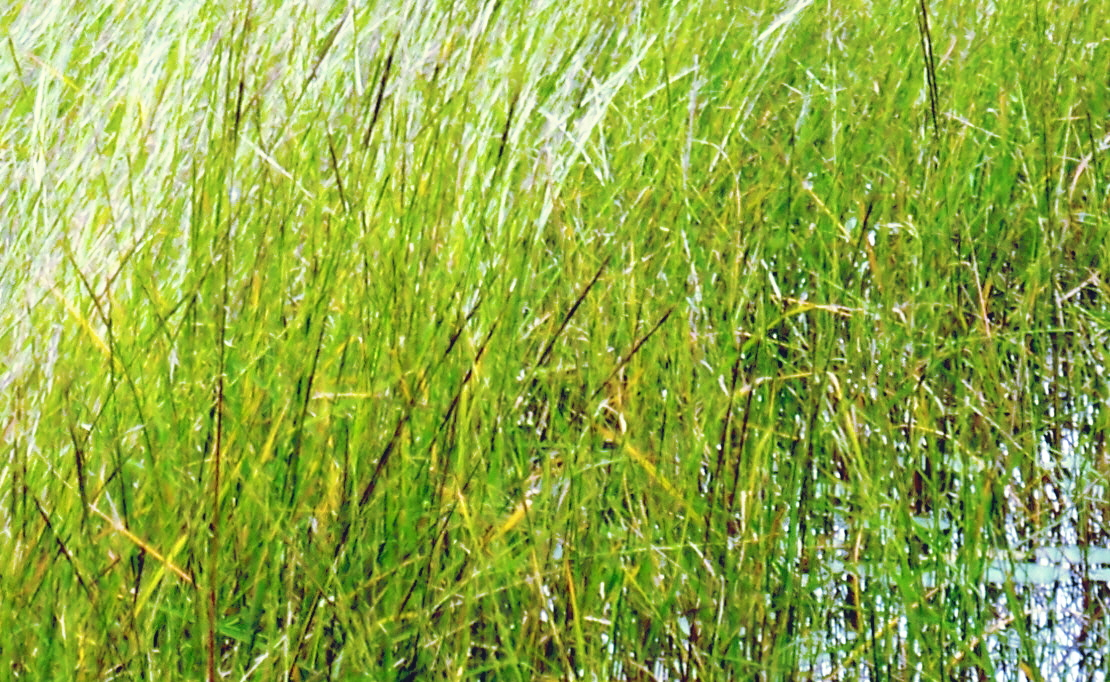
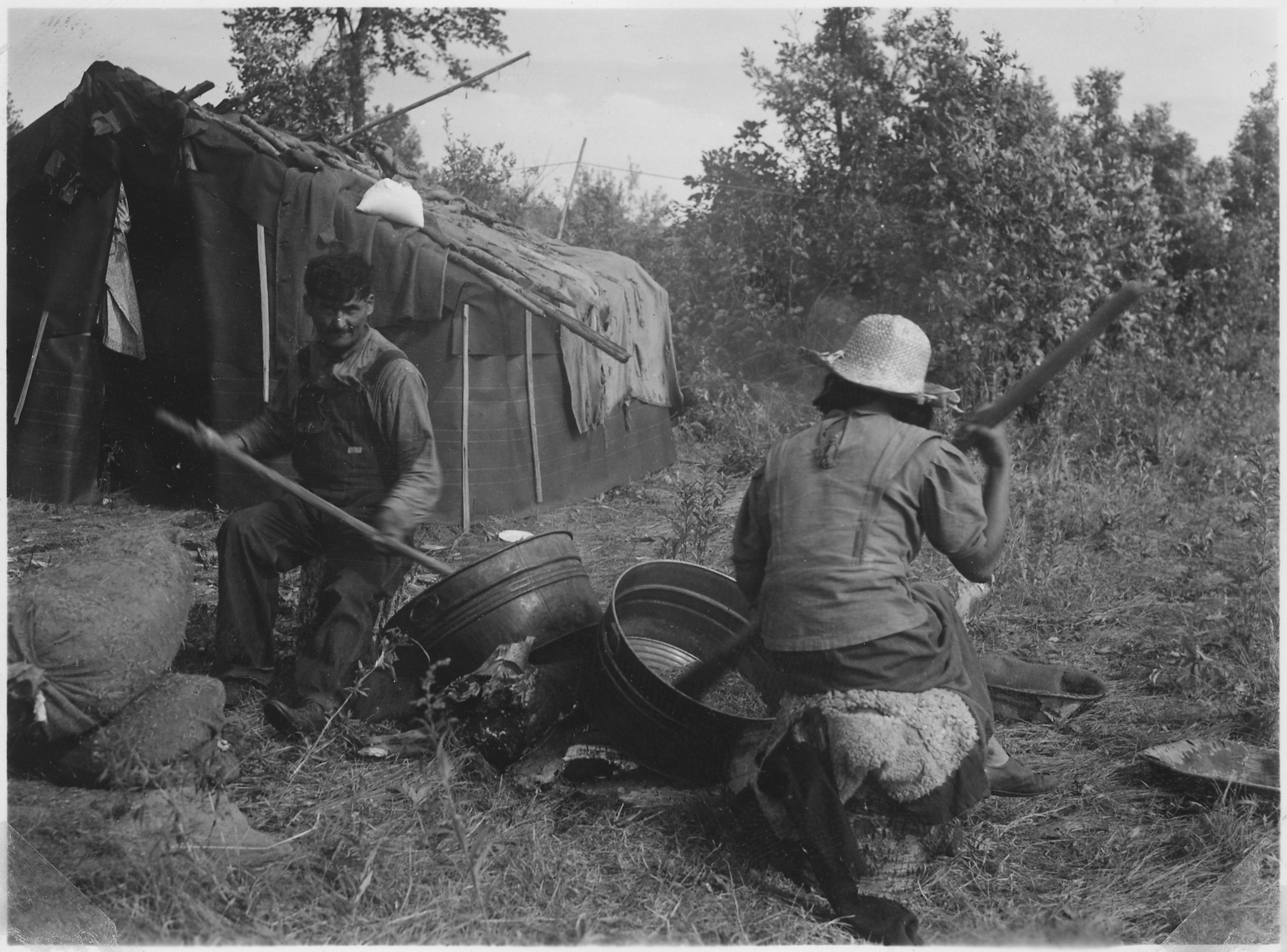